# ハピはぴ・モーニング〜ハピモ〜
『ハピはぴ・モーニング〜ハピモ〜』は、千葉テレビ放送で2011年4月4日から2014年3月28日まで放送していた地域情報番組である。略称は「ハピはぴモーニング」、または「ハピモ」。
7:00 - 7:30に「首都圏トライアングル」加盟局のテレビ埼玉、テレビ神奈川に同時ネットされる（詳細後述）。
本稿では、派生番組の『ハピモSP Info cute』（ハピモスペシャル インフォキュート）についても記載する。

## 概要
2011年4月1日まで約12年間にわたり放送してきた朝の情報番組『朝まるJUST』（以下、前番組と表記）の後継番組である。7:00 - 7:30は、テレビ埼玉、テレビ神奈川に同時ネット、6:30 - 7:00と7:30 - 8:00は千葉テレビのみで放送されていた。
開始当初は祝日も放送していたが、2012年4月からは祝日は放送休止することになった（当該日は『ちば美彩』やテレビショッピングなどで穴埋め）。これにより、首都圏トライアングル同時ネット番組で祝日も放送するのは『ごごたま』（テレビ埼玉制作）のみとなった。
放送回数は739回。

## 『朝まるJUST』（前番組）との比較

### 共通点
- 15分おきに交通情報（道路の渋滞情報、鉄道情報）及び天気予報を放送（前番組は「JUST Information」、当番組は「hapi navi」のタイトル）
- 毎日視聴者からの投稿を募集、毎日賞が授与される
  - 前番組は「朝まる川柳」として川柳作品を募集し、毎日「JUST賞」を授与
  - 当番組は開始当初 - 2012年6月8日までは「ハピ街スタイル」として地域情報を募集し、毎日「今日のハピハピ賞」を授与。2012年6月11日からは「おしえて!ハピハピ」として視聴者のエピソードなどを募集。
- この他、前番組のコーナーでは「千葉県インフォメーション」「NAAインフォメーション」等が継続（ただし、スタジオに「WORLD SKY GATE NARITA」の旗やクウタンのぬいぐるみはない）。また、7:05頃のランキング形式コーナーも継続（前番組は千葉ローカルだったが、当番組は首都圏トライアングル枠）。
- テレビ埼玉では、全国高等学校野球選手権埼玉大会開催期間中（例年7月）は前番組・当番組共にネットしない。そのため、当該期間首都圏トライアングル同時放送枠は千葉テレビ放送・テレビ神奈川の2局での放送となる。

### 相違点
- 番組を放送するスタジオが、前番組で使用していた第2スタジオ（「NEWSチバ930」や「ザ・サンデー千葉市」などで使用、セットも共通。）から、千葉テレビ本社1階・ロビーの一角に新設した当番組専用のオープンスタジオへと移った（ただし副調整室は第2スタジオの副調整室を使用）。この場所は先述の通り、通常はロビーとして使用している場所のため、駐車場越しに外を見通せる窓があることから、その窓を生かしたセットが建て込まれている。これにより、放送中は外の様子（千葉テレビ駐車場越しに見える外の風景）を確認できる。
  - このセットは毎年7月の高校野球関連番組（『速報!今日の高校野球』・『高校野球ダイジェスト』）でも2011年に使用されている。このときは、窓とハピモのロゴはモニター等で隠した状態で放送する。
  - 極稀ではあるが、窓を利用して宣伝を行う人がいる。『チュバチュバワンダーランド』のキャラクターである「ダスターD」が、2011年7月からの15分版放送開始の際、窓から宣伝したこともある。
- 前番組にはあらゆるぬいぐるみが置いてあったが、当番組は当初はチュバと地デジカ（アナログ放送終了直前まで）のみ
  - 後にセバタン（後述する占いに出演するキャラクター）も置かれるようになった。そのため、現時点ではチュバとセバタンのぬいぐるみが置いてある。後述する「パンダのたぷたぷ」が放送されていた2012年4月-2013年3月は、たぷたぷのぬいぐるみも置いてあった。
  - 前番組ではクウタン、マーくん、チーバくんもあった（チーバくんなら2014年3月12日放送などで後部に置かれてはいたなど、稀にはある）
- 占いの担当が異なる
  - 前番組は藤森緑→真央侑奈（12星座Ranking）
  - 当番組はセバタンによる「セバタンのほしうらない」（占いそのものは12星座Rankingに近い）とタロット占い（監修：開運館E&E、2013年3月まで）が行われている
- 全国ニュースと千葉県内のニュースが1つにまとめられ、フラッシュニュース形式になった（前番組は全国ニュースのみフラッシュニュース形式）。
  - 当初はフラッシュニュース画面右下に「HHM NEWS」の表記があった（Hapi Hapi Morningの略と見られる）。現在は「チバテレNEWS」と表記。
  - 前番組では千葉県内のニュースを首都圏トライアングル枠でも放送していたが、当番組は放送していない[4]。
  - 全国ニュースは重要なニュースがある場合・千葉県に関連する人物が関わる出来事や事件の場合にのみ放送され、全て千葉県内のニュースになる日が多い
- 前番組の首都圏トライアングル向けエンディング（今日は何の日？〜その日が誕生日の著名人紹介）は、千葉ローカルの前半エンディングに移行（2011年9月まで）。
- 「ハピ街スタイル」「おしえて!ハピハピ」での相違点は以下のとおり
  - 前番組では首都圏トライアングル枠で、前日の「JUST賞」おさらいが行われていた（JUST賞は千葉ローカル枠で発表されるため、神奈川・埼玉向けにはここで知ることができる）。当番組では前日の「今日のハピハピ賞」のおさらいは行われない。
  - 前番組は「朝まる川柳まつり」期間中など一部期間に限りプレゼントが用意されていたが、当番組は「今日のハピハピ賞」受賞者には毎日プレゼントが用意されている
  - 前番組では番組公式サイトに「JUST賞」が掲載されていた。当番組では番組開始当初は公式サイトへの「今日のハピハピ賞」掲載はなかったが、2011年11月の公式サイトリニューアルと同時に掲載されるようになった。
- 「hapi navi」での相違点は以下のとおり
  - 前番組では時間帯により道路情報・鉄道情報を行わない時間もあったが、当番組は全時間帯で放送。ただし、2011年12月からは7:15に道路情報・鉄道情報を行わなくなった。
  - 千葉県内の道路情報を、首都圏トライアングル枠においても行っていた（2011年11月まで）
  - 「フライトインフォメーション」（成田空港の欠航・遅延情報）は行われていない

## 沿革
- 2011年4月4日：放送開始。
- 2011年10月8日：派生番組『ハピモSP Info cute』放送開始（こちらは千葉テレビローカル）。
- 2011年12月5日：「セバタンのほしうらない」など、一部コーナーの時間帯変更を実施。
- 2012年4月2日：谷岡の降板により一部シフト変更。新アニメ「パンダのたぷたぷ」放送開始。
- 2012年6月11日：視聴者投稿コーナーが「ハピ街スタイル」から「おしえて!ハピハピ」に変更。
- 2012年12月21日：特別番組『ハピはぴクリスマス〜ハピクリ〜』を18:30 - 20:00に放送。ゲストにずんのやすを迎えた。tvk、テレ玉へのネットはなし（詳細は後述）。
- 2013年3月25日：番組開始以来続いていた、チバテレアナウンサーMC枠を廃止
- 2013年4月1日：「Info cute」の放送時間移動・司会者交替・担当曜日変更などのリニューアル実施
- 2014年3月28日：3年間の放送に幕を閉じる。後継番組は『シャキット!』で、放送時間は6:45-8:00で15分短縮し、tvk・テレ玉同時ネット時間は7:30-8:00（番組終盤）に変更される。

## 放送時間
いずれもJSTである。
- 平日6:30 - 8:00
  - テレビ埼玉・テレビ神奈川は中盤30分のみ（7:00 - 7:30）の放送

## 出演者一覧
| 期間                  | 役割       | 月曜日                              | 火曜日     | 水曜日                                | 木曜日     | 金曜日     |
| --------------------- | ---------- | ----------------------------------- | ---------- | ------------------------------------- | ---------- | ---------- |
| 2011年4月 - 2012年3月 | MC         | 未莉                                | 未莉       | 谷岡恵里子（隔週） 笠井さやか（隔週） | 知念沙也樺 | 知念沙也樺 |
| 2011年4月 - 2012年3月 | ハピボイス | あらさん                            | いがちゃん | あらさん                              | いがちゃん | あらさん   |
| 2012年4月 - 2013年3月 | MC         | 笠井さやか（隔週） 石田浩子（隔週） | 未莉       | 未莉                                  | 知念沙也樺 | 知念沙也樺 |
| 2012年4月 - 2013年3月 | ハピボイス | あらさん                            | いがちゃん | あらさん                              | いがちゃん | あらさん   |
| 2013年4月 - 2014年3月 | MC         | 麻里奈                              | 知念沙也樺 | 知念沙也樺                            | 未莉       | 未莉       |
| 2013年4月 - 2014年3月 | ハピボイス | あらさん                            | いがちゃん | あらさん                              | いがちゃん | あらさん   |

### MC
- 月:麻里奈（2013年4月1日 - 2014年3月24日）
- 火・水:知念沙也樺（2011年4月7日 - 2014年3月26日）

2011年4月から2013年3月までは木・金曜担当であった。
- 木・金:未莉（2011年4月4日 - 2014年3月28日）

2011年12月23日（金）にも出演（知念との共演）。2012年3月28日（水）では、谷岡への花束贈呈で出演した。2011年4月から2012年3月までは月・火曜担当、2012年4月から2013年3月までは火・水曜担当であった。
2012年7月はクリスの代役で月曜日の「コレミテ」を担当。

#### 過去のMC
- 谷岡恵里子（チバテレアナウンサー、隔週出演、2011年4月6日 - 2012年3月28日） - 2012年3月にチバテレ退職のため。
- 笠井さやか（チバテレアナウンサー、隔週出演、2011年4月13日 - 2013年3月18日） - 2013年3月にチバテレ退職のため。MC降板後の4月以降も、フリーアナウンサーとして「BASEBALL HOUR」のインタビュアーを務めることがある。
- 石田浩子（チバテレアナウンサー、隔週出演、2012年4月9日 - 2013年3月25日） - 2013年3月にチバテレ退職のため。
上記3人は（担当当時）チバテレアナウンサーである。2012年まではチバテレアナウンサーの枠が週1回あり、チバテレアナウンサー2名が担当で、1週ずつ交替で出演[5]。2011年4月から2012年3月までは水曜がチバテレアナウンサー担当枠であった。隔週出演が原則であるが、前日（日曜）深夜に選挙特番に出演した場合は、選挙特番とは別のアナウンサーが担当する[6]。
2012年5月21日（月）は、放送時間内にチバテレ上空で金環日食が見られることから[7]、チバテレの駐車場にテーブルを用意してそこから放送し、笠井・石田2人とも出演した。また、チバテレ周辺の住民が駐車場に集まり一緒に金環日食を見た。

### ハピボイス
キャスターが前番組とは違い、1人制となったため、MCとの掛け合いやニュースとイベント情報などを伝えるなど、番組の天の声かつ2番目のMCの役目である。そのため、番組内では一切顔出ししない（番組公式サイトでも写真ではなくイラストで紹介されているほか、演出の都合上で本人がカメラに映る場合も後ろ姿で出演または顔に画像処理がされる。ただし後述の例外もある）。また、週1回出演のチバテレアナウンサーと麻里奈はあらさんとのコンビのみであり、いがちゃんとのコンビになることはなかった。
なお、ハピボイスは『NEWSチバ』等を放送する第2スタジオから放送している。
「Info cute」等一部コーナーでは、例えば月曜日にいがちゃんの声でナレーションされることもある。また、2012年3月まで放送されていた千葉三越フードガーデンの情報については担当が逆になっていた。
- 月・水・金:あらさん(新居祐一)

前述の2012年5月21日（金環日食）の際には笠井・石田と同じく屋外でアナウンスをしていたが、前述のとおり顔出ししないため、カメラに対し終始後ろ向きでアナウンスを行った。
- 火・木:いがちゃん(五十嵐由佳)

2011年12月23日（金）にも出演（あらさんとの共演）
2013年12月25日（水）にも、御宿海岸からの生中継リポーターとして、ハピボイスとしては異例の顔出し出演をした。
- 2013年1月15日:まむちゃん（石田浩子、チバテレアナウンサー）

前日1月14日に千葉県内で大雪があったため、出演者が遅刻・欠席するかもしれない事態に備え、大雪関連の情報を伝えるために臨時出演。結果的に未莉・いがちゃん共に無事出演できたため、いがちゃんとの共演ともなった。

### 交通情報担当
永野・松永は前番組からの継続出演であり、成宮は当番組より担当。前番組同様、決まったローテーションはない。ハピボイス同様顔出ししないが、前番組同様冒頭（6:30及び7:00の「hapi navi」）に顔写真は表示される。当番組のみ担当した成宮を含め、全員が地元千葉県内にある司会業の「ボイスコーポレーション」に所属するMCであり、千葉県警の女性警察官ではない。
『シャキット!』では、交通情報自体がJARTICの情報に変更され、MCが読み上げることになった。そのため、下記3人の出演は2014年3月で最後となった。
- 永野恭子（前番組にも出演、当番組は2011年4月5日初登場）
前番組最終回、当番組最終回共に永野が担当した。なお、永野は前番組開始当初から交通情報担当として出演を続けていた。
- 成宮千晴（2011年4月13日初登場）
- 松永亜希子（前番組にも出演、当番組は2011年4月4日初登場）

### Info cuteリポーター
- 菊池つぐみ（2013年4月初登場）
- 大西颯季

#### 過去のInfo cuteリポーター
本田・宮本・岸田は2011年12月23日に生出演、『ハピモSP Info cute』ではオープンセットからオープニングを行うこともあった。
- 宮本紗恵（番組開始当初より）
- 本田恭子（番組開始当初より - 2012年3月頃、2010年度準ミス日本）
- 鈴木希依子（2011年5月頃 - 8月頃、後に不定期で「Info cute」以外のロケ企画出演を経て、2013年4月からは『熱血BO-SO TV』の熱血研修生）
- 岸田恵里子（2011年8月15日初登場）
- 内田三香子（2012年2月1日 - 2013年1月頃）
- 氏野さりい（2012年10月初登場）
- 藤堂さわこ（2013年4月初登場）
- 原口夏穂里（2013年4月初登場）

### 各コーナー担当
- 田中美和子[12]（毎月第三水曜の「ハピモBig-AInformation」、番組開始当初より）
『シャキット!』にも「Big-Aインフォメーション」があるため、田中は唯一『シャキット!』にも継続してレギュラー出演している。
- あぢゃ（毎週月曜の「あぢゃのコレミテ」、2013年4月 - 2014年3月）
- 笠井さやか（毎週火曜の「BASEBALL HOUR」インタビュアー、2013年4月 - 2014年3月）
- 山田泰葉（毎週金曜の天気予報担当、2013年4月 -  2014年3月）
- 矢野竜司（毎週木曜の「ガスでおいしく！おうちごはん」アシスタント）

#### 過去のコーナー担当
- 柚月美穂（毎週金曜の「覗いてみよう!法律事務所」、2011年9月2日 - 2012年3月30日、2013年4月からは『熱血BO-SO TV』の熱血研修生）
- 西達彦[13]（毎週木曜の「H.I.S.でドコイク?」、2012年2月9日 - 2012年8月30日）
- 佐々木クリス[14]（毎週月曜の「クリスのコレミテ」、2011年4月 - 2013年3月） - 毎月第一月曜（新企画開始にあわせて）のみ生出演。

## タイムテーブル
なお、日によって時刻は若干前後する。下記は番組終了時点でのもの。
前半30分（6時30分 - 7時）は千葉テレビのみ放送
| 時刻 | 放送内容             | 詳細 |
| ---- | -------------------- | --- |
| 6:30 | オープニング〜話題   | |
| 6:31 | hapi navi            | 千葉県内の道路情報、鉄道情報、天気予報（世界の天気を含む） |
| 6:35 | おハピ寄せ           | |
| 6:40 | おしえて!ハピハピ    | 今日取り上げるテーマの紹介 |
| 6:42 | hapi navi            | 千葉県内の道路情報、鉄道情報、天気予報 |
| 6:47 | 全国・県内のニュース | フラッシュニュース形式。ニュースは全てハピボイスが読み上げる。 |
| 6:54 | おしえて!ハピハピ    | 投稿を3通程度紹介 |
| 6:59 | この後のコーナー告知 | 2013年3月までは、この前に「タロット占い」が行われていた（2011年12月2日までは、首都圏トライアングル枠のエンディングで行われていた）。2011年9月までこの時間帯は、前番組同様今日は何の日？〜その日が誕生日の著名人紹介を行っていた（夏の高校野球期間中は、当日行われる試合の対戦カード紹介を行っていた）。 |

中盤30分（7時 - 7時30分）は千葉テレビ・テレビ埼玉・テレビ神奈川3局ネット
| 時刻    | 放送内容                                        | 詳細 |
| ------- | ----------------------------------------------- | --- |
| 7:00    | 首都圏トライアングル同時ネット開始              | トライアングル枠用として「ハピモ」のタイトル。MCが神奈川・埼玉向けに再度挨拶する。 2012年3月までは、このあとの「hapi navi」に成田山新勝寺がスポンサーとしてついていたため、提供クレジット及びコメントに続き、15秒の成田山新勝寺のCMを行ってからMCが挨拶していた。 |
| 7:00:10 | hapi navi                                       | 首都圏広域の高速道路情報、関東広域の鉄道情報、首都圏の天気予報 |
| 7:05    | キャッちば!                                     | 2011年12月2日までは、7:15のhapi naviの後で放送されていた。 |
| 7:07    | コレミテ                                        | 月曜は「あぢゃのコレミテ」、その他の曜日は「ハピモのコレミテ」。コレミテの前に「上野・浅草うぃーくえんど」等のコーナーが入る場合があり、この場合は7:10頃からとなり、以降のコーナーは短縮・時間を遅らせるなどの措置がとられる。                                    |
| 7:13    | おしえて!ハピハピ                               | 神奈川・埼玉向けに、今日取り上げるテーマを改めて紹介 |
| 7:15    | hapi navi                                       | 関東地方の天気予報（この時間のみ、鴨川シーワールドの映像をバックに伝える）、世界の天気予報、（遅延や運休がある場合のみ）鉄道情報。 2011年12月2日までは、千葉県内の道路情報も行っていた。                                                                          |
| 7:17    | 日替わりコーナー                                | |
| 7:22    | セバタンのほしうらない                          | 2011年12月2日までは、千葉ローカル枠での放送だった |
| 7:24    | おしえて!ハピハピ〜埼玉・神奈川向けエンディング | 神奈川・埼玉向けに、明日のテーマを紹介 |

終盤30分（7時30分 - 8時）は千葉テレビのみ放送
| 時刻    | 放送内容                                              | 詳細 |
| ------- | ----------------------------------------------------- | --- |
| 7:30    | hapi navi                                             | 千葉県内の道路情報、鉄道情報、天気予報 |
| 7:34    | 全国・県内のニュース                                  | 日によっては前後に「千葉県インフォメーション」「bayfm information」を行う。 ニュースはフラッシュニュース形式。千葉県インフォメーション・bayfm information・ニュース共にハピボイスが読み上げる。 |
| 7:40    | おしえて!ハピハピ                                     | 投稿を3通程度紹介 |
| 7:45前  | おしえて!ハピハピ受付終了のアナウンス                 | |
| 7:45頃  | NAAインフォメーション                                 | 2012年3月までは千葉三越フードガーデン情報を含む |
| 7:46:30 | hapi navi                                             | 千葉県内の道路情報、鉄道情報、天気予報、世界の天気予報 |
| 7:49    | Info cute                                             | |
| 7:55    | おしえて!ハピハピの今日のハピハピ賞発表、エンディング | |
| 7:58    | セバタンじゃんけん                                    | 2011年12月5日より開始。 |
| 7:59    | 番組終了                                              | |

## hapi navi

### 道路情報
交通情報担当が千葉県警交通管制センターから、渋滞情報を伝える。コーナーの流れや、表示される高速道路・一般道路地図の範囲、管制カメラの映像など前番組とほぼ同様である。首都圏トライアングル枠である、7:00の「hapi navi」のみ、首都圏広域の高速道路情報を伝える。
高速道路の地図は、京葉道路・東関東自動車道、及びこの2路線に接続する首都高速7号小松川線・首都高速湾岸線 が表示されている。
一般道路の地図は、2013年3月までは千葉県北西部のほぼ全域で、南は木更津南IC・東は成田市吉岡（きちおか） 交差点までであった。2013年4月に一般道路の地図のみリニューアルされ、東は成田市吉岡や寺台がなくなり、東端は国道126号・国道128号の東金市台方（だいかた）交差点となった。
前番組では、7:46頃の最後の交通情報で、交通情報担当とMCとのフリートークが行われていたが、当番組では定期的には行われない（当番組では、番組開始当初は挨拶を兼ね行われていた）。

### 鉄道情報
本番組では、遅延・運休発生時に該当路線を読み上げるのみである。放送開始時より東日本大震災の影響により、計画停電・節電に伴う運転本数削減が行われていたため、2011年9月までは遅延・運休がなくてもこの旨がアナウンスされていた。前番組にあったような1枚画面の路線リスト（千葉県内の鉄道路線を載せたもの）は存在しない。

### スポンサー
前番組同様、時間毎にスポンサーがつく形態をとっている。開始・終了時に「この時間のhapi naviは、○○の提供でお送りします（しました）」とキャスターが直接読み上げる。
下記表は2012年10月時点のものである。
| 時刻 | スポンサー | 備考 |
| ---- | ---------- | --- |
| 6:31 | なし       | ※世界の天気予報はNAA |
| 6:45 | 太田胃散   | ※前番組は7:15のスポンサーだった。同じく7:15前に行っていた柴又帝釈天のお知らせも、この時間に移行。                                                                       |
| 7:00 | なし       | ※番組開始当初 - 2012年3月までは成田山新勝寺。前番組でも成田山新勝寺は首都圏トライアングル枠（6:45）のスポンサー であった。                                              |
| 7:15 | なし       | ※関東地方の天気予報は鴨川シーワールド（提供ではなく背景映像のタイアップ）、世界の天気予報はNAA（この枠に限りトライアングル枠のスポンサーも兼ねる）                      |
| 7:30 | 千葉日報   | |
| 7:45 | なし       | ※毎年10月-12月はコカ・コーラ ※2012年5月21日は、前述の金環日食による特別編成で7:30のhapi naviがなかったため、7:45の枠で千葉日報がスポンサーになった ※世界の天気予報はNAA |

## 視聴者投稿コーナー

### ハピ街スタイル
前番組の「朝まる川柳」に代わる視聴者投稿コーナー。毎日決まったテーマがあり、そのテーマに沿った千葉県内の地域情報を募集する。最もおすすめの情報を提供した1名に「今日のハピハピ賞」が贈られ、何かしらのプレゼントがある。日によっては具体的なプレゼント商品が紹介されるが、「何か素敵なものをお送りします」と言って特に触れない日もある。
応募があった地域情報は、後述する「Info cute」や「キャッちば!」等のコーナーで取材することもあった。
市町村の情報募集
- 2011年4月（番組開始） - 2011年8月（千葉県内全市町村を2巡）
- 2011年9月19日 - 2011年12月1日（千葉県内全市町村を1巡）
- 2012年1月6日 - 2012年6月8日（除：2012年3月28日・5月21日）

毎日千葉県内どこかの市町村にスポットを当て、その市町村のお勧めのお店・名物人間・都市伝説・イケメン等を募集。市町村の規模大小は関係なく、毎日1つの市町村がテーマになる。千葉市の場合でも行政区（花見川区など）で分けずに「千葉市」として募集している。ちなみに、番組第1回（2011年4月4日）は印西市の情報募集、「ハピ街スタイル」最終回（2012年6月8日）は鎌ケ谷市の情報募集であった。
開始当初、ハピボイスがいがちゃんの日は、その日にとりあげる市町村の名産・名所になぞらえ、「〜のようなイケメン募集」とコメントするのがお約束（例えば、「富里市名産のスイカのような瑞々しいイケメン募集」などと言う）であった。あらさんも、開始当初は「都市伝説募集」というのがお約束のセリフであった。
ジャンルを決めた情報募集
- 2011年9月1日 - 9月16日
- 2011年12月2日 - 2012年1月5日

「スイーツ」、「デートスポット」など、ジャンルを毎日指定して情報を募集。2011年9月13日放送では、いがちゃん出演日でお約束のセリフとなっていた「イケメン」募集が本当に行われた。
その日の出来事に因んだ情報募集
- 2012年3月28日 - 谷岡の番組卒業に因み、「卒業」のテーマで募集した。
- 2012年5月21日 - 前述の金環日食に因み、「金環日食」のテーマで募集した。

### おしえて!ハピハピ
2012年6月11日より開始。毎日テーマを決めて、視聴者のエピソードを募集している。「ハピ街スタイル」では基本的に千葉県内の地域情報であったため、投稿も千葉県在住者が中心であったが、tvk・テレ玉視聴者も投稿しやすくなっている。

## 主なコーナー
hapi navi、ハピ街スタイル、ニュース以外のコーナーに関して説明する。太字は前番組でも行われていたコーナー（タイトルの変更を含む）。

### 千葉ローカル枠
※以下、伸縮型のメニューとして掲載する。右にある[表示]をクリックすると一覧表示される。

### 首都圏トライアングル枠
※以下、伸縮型のメニューとして掲載する。右にある[表示]をクリックすると一覧表示される。

### 終了したコーナー
※以下、伸縮型のメニューとして掲載する。右にある[表示]をクリックすると一覧表示される。

## ネット局
| 放送対象地域 | 放送局                                                                   | 系列                           | 放送曜日・時間   | 備考                                                         |
| ------------ | ------------------------------------------------------------------------ | ------------------------------ | ---------------- | ------------------------------------------------------------ |
| 千葉県       | 千葉テレビ放送（チバテレ、CTC） 『ハピはぴ・モーニング〜ハピモ〜』制作局 | JAITS （首都圏トライアングル） | 平日 6:30 - 8:00 | 放送日が祝日の場合「ちば美彩」「テレビショッピング」を放送。 |
| 神奈川県     | テレビ神奈川（tvk）                                                      | JAITS （首都圏トライアングル） | 平日7:00 - 7:30  | 放送日が祝日の場合「音楽缶」「weather report」を放送。       |
| 埼玉県       | テレビ埼玉（テレ玉、TVS）                                                | JAITS （首都圏トライアングル） | 平日7:00 - 7:30  | 高校野球中継期間（例年7月）はネット休止                      |

## 特別番組

### ハピはぴクリスマス〜ハピクリ〜
2012年12月21日の18:30-20:00に、チバテレのみで放送。番組初のゴールデンタイム放送であり、観客（呼称は「ハピモウォッチャー」）を入れ、チバテレ第1スタジオにオープンセットを模した特別のスタジオを設けて放送した。MC陣によるクリスマスデートファッションショーや、観客とのゲーム、生インフォキュート、石田アナよるリサイタルなど、スペシャルな内容となった。殆どのレギュラー出演者が参加しており、出演者は以下のとおり。
- MC：未莉、知念沙也樺、笠井さやか（チバテレアナウンサー）、石田浩子（チバテレアナウンサー）
- ハピボイス：あらさん、いがちゃん（両名とも通常放送同様、顔出しはしない）
- Info cuteレポーター：内田三香子、氏野さりい
- 番組レギュラー：佐々木クリス（「クリスのコレミテ」レポーター）
- ゲスト：やす（ずん）、AppleTale、西達彦（VTR出演のみ、元「H.I.S.でドコイク?」担当）、根岸佑輔（VTR出演のみ、tvkアナウンサー・『ありがとッ!』金曜MC）、トーマスサリー（VTR出演のみ、tvkアナウンサー・『ありがとッ!』金曜MC）、山田香菜子（VTR出演のみ、『ごごたま』MC）、遠近由美子（VTR出演のみ、『ごごたま』金曜パーソナリティー）

レギュラー出演者のうち、「Info cute」の宮本紗恵・岸田恵里子、「ハピモBig-A Information」の田中美和子、交通情報担当（永野・松永・成宮）は不参加。

## エンディングテーマ
- 基本的には一カ月おきに変化しており、使用されていた曲は他局の他番組で使用されたものが同時使用されていることが何かと多かった。

## 備考など
- 番組開始前の2011年3月に発生した東日本大震災の影響が一部発生している（前番組でも、震災後1週間は事実上の報道特別番組の形態になるなど通常放送ではなかった）
  - 2011年4月から5月まで、L字型画面での表示（千葉県内の交通情報・福島第一原子力発電所事故による農作物・飲用水への影響等）を番組中常時行っていた（千葉テレビのみ[26]）。
  - 2011年7月-9月に、「hapi navi」内天気予報ででんき予報を行っていた。
- 月・火MCの未莉、木・金MCの知念が『戦国鍋TV』内ユニット「浅井三姉妹（第2期）」のメンバーとして参加した。前番組で最終回までMCを務めた河村和奈も浅井三姉妹のメンバーである（河村は第1期・第2期の両方に参加）。河村と未莉・知念は当番組の宣伝を兼ね、2011年4月1日の『CLOCK15』（河村がMCを務める番組）で共演している。
  - この中で歌われている「アザイドロップ」は、2011年7月の高校野球期間中に、6:56頃に行われる対戦カード紹介でのバックミュージックとして使用された。